# Isosaari (ö i Finland, Birkaland, Sydvästra Birkaland, lat 61,04, long 23,26)
Isosaari är en ö i Finland. Den ligger i sjön Vehkajärvi och i kommunen Pungalaitio i den ekonomiska regionen  Sydvästra Birkaland och landskapet  Birkaland, i den södra delen av landet, 130 km nordväst om huvudstaden Helsingfors. Öns area är 1,5 hektar och dess största längd är 330 meter i sydöst-nordvästlig riktning.